# Белоцерковка (Амурская область)
Бе́лоцерко́вка — село в Белогорском районе Амурской области, Россия.
Образует Белоцерковский сельсовет.

## География
Село Белоцерковка расположено в 4 км юго-восточнее от автодороги областного значения Белогорск — Благовещенск.
Село Белоцерковка расположено к югу от районного центра города Белогорск, расстояние до центральной части города (через Пригородное) — около 21 км.

## История
Основано в 1910 году. Первоначальное название — Александровская Падь. Вскоре переименовано в Белоцерковку в память о покинутой родине, первые поселенцы которой были из-под города Белая Церковь на Украине.

## Население
| 2002 | 2010 | 2012 | 2013 | 2014 | 2015 | 2016 |
| ---- | ---- | ---- | ---- | ---- | ---- | ---- |
| 371  | ↘302 | ↘285 | ↘282 | ↘277 | ↘269 | ↘265 |
| 2017 | 2018 |      |      |      |      |      |
| ↘260 | ↘249 |      |      |      |      |      |

По данным переписи 1926 года по Дальневосточному краю, в населённом пункте числилось 33 хозяйства и 190 жителей (98 мужчин и 92 женщины), из которых преобладающая национальность — украинцы (33 хозяйств).

## Инфраструктура
- Сельскохозяйственные предприятия Белогорского района.